# Schaltfrequenz
Die Schaltfrequenz (mit der SI-Einheit: Hz) gibt die Anzahl von Ein- und Ausschaltvorgängen eines elektronischen Bauelementes oder einer Schaltung pro Zeitintervall an.
{\displaystyle f_{\mathrm {Schalt} }={\frac {1}{T_{\mathrm {aus} }+T_{\mathrm {anstieg} }+T_{\mathrm {ein} }+T_{\mathrm {abfall} }}}}
Dabei ist {\displaystyle T_{\mathrm {aus} }} die Zeitspanne im ausgeschalteten Zustand, {\displaystyle T_{\mathrm {anstieg} }} die Anstiegszeit, {\displaystyle T_{\mathrm {ein} }} die Zeitspanne im eingeschalteten Zustand und {\displaystyle T_{\mathrm {abfall} }} die Abfallzeit. Anstiegs- und Abfallzeit sind normalerweise erheblich kleiner als die Schaltzustandszeiten und können gegebenenfalls vernachlässigt werden, so dass sich die Gleichung zu
{\displaystyle f_{\mathrm {Schalt} }={\frac {1}{T_{\mathrm {aus} }+T_{\mathrm {ein} }}}}
vereinfachen lässt.
Je größer die Schaltfrequenz, desto häufiger kann der Schaltvorgang in einer Zeitspanne ausgeführt werden, bzw. desto schneller ist der Schaltvorgang.
Bei Schaltnetzteilen liegt die Schaltfrequenz oft im Bereich von 10 kHz bis 20 kHz, was größtenteils im Hörbereich des menschlichen Gehörs liegt und als ein monotones Pfeifgeräusch wahrnehmbar ist.
Hohe Schaltfrequenzen von Transistoren ermöglichen z. B. die Taktfrequenzen von modernen Prozessoren und Satellitenkommunikation im GHz-Bereich.
Die Schaltfrequenz ist nicht mit der Angabe der maximalen Schaltzyklen zu verwechseln. Diese gibt die durchschnittliche Anzahl von durchführbaren Schaltvorgängen an, bis der Verschleiß der Schaltkontakte soweit fortgeschritten ist, dass ein zuverlässiges Verbinden oder Trennen nicht mehr gewährleistet werden kann. Diese Angabe kommt ausschließlich bei mechanischen Kontakten wie bei Relais und Reed-Kontakten vor. Bei Halbleitern ist die Anzahl von Schaltzyklen unbegrenzt.